# Aeschynanthus gjellerupii
Aeschynanthus gjellerupii är en tvåhjärtbladig växtart som beskrevs av Rudolf Schlechter. Aeschynanthus gjellerupii ingår i släktet Aeschynanthus och familjen Gesneriaceae. Inga underarter finns listade i Catalogue of Life.